# 沙蒂永吉约特
沙蒂永吉约特（法語：Châtillon-Guyotte，法語發音：[ʃatijɔ̃ ɡɥijɔt]）是法国杜省的一个市镇，属于贝桑松区。

## 地理
沙蒂永吉约特（47°19'51"N, 6°10'7"E）面积4.44 平方千米，位于法国勃艮第-弗朗什-孔泰大區杜省，该省份为法国东部内陆省份，北起上索恩省，西接汝拉省，东部及东南部与瑞士接壤，东北部与贝尔福地区省接壤。
与沙蒂永吉约特接壤的市镇（或旧市镇、城区）包括：普利涅-吕桑、阿马涅、马尔绍-绍德方丹。

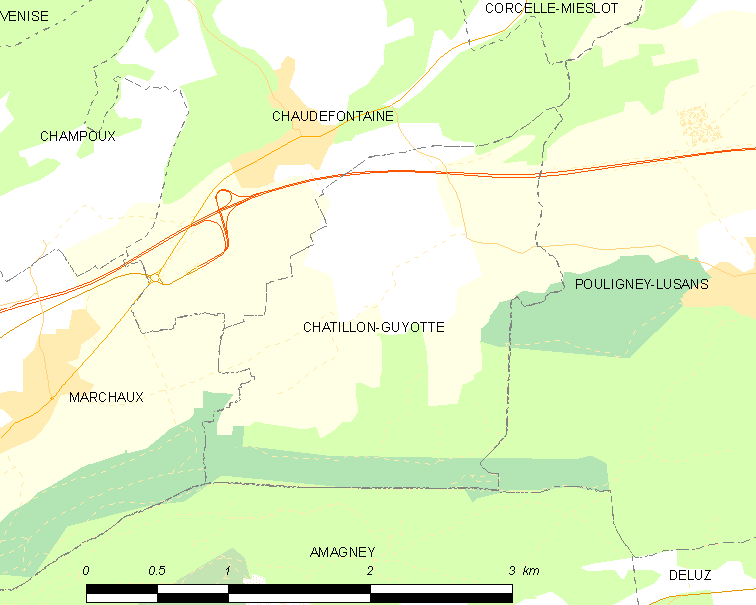
沙蒂永吉约特的OSM定位图

沙蒂永吉约特的时区为UTC+01:00、UTC+02:00（夏令时）。

## 行政
沙蒂永吉约特的邮政编码为25640，INSEE市镇编码为25132。

## 政治
沙蒂永吉约特所属的省级选区为博姆莱达姆县。

## 人口

1962-2008年间沙蒂永吉约特人口变化图示

沙蒂永吉约特于2022年1月1日时的人口数量为141人。